# Mary's Blood
Mary's Blood（メアリーズブラッド）は、日本のガールズ・ヘヴィメタルバンド。バンド名はカクテルのブラッディ・マリーに由来する。2009年結成、2022年4月を以て活動停止した。

## メンバー
EYE（あい）（2009-）
ボーカル担当。血液型はA型。L'Arc～en～Cielのhydeを尊敬している。自身のTwitterでは「けろたんと芸術と甘い物とイイ声が好き」と自己紹介している。
SAKI（さき/ちゃっきー）（2012-）
ギター担当。血液型はAB型。神奈川県出身。速弾きを得意としている。80年代ポップス、聖飢魔II、ホラー映画、プロレスを好む。
RIO（りお）（2012-）
ベース担当。血液型はO型。北海道出身、青森県育ち「北国の熱い女」、黒夢を尊敬している。バレーボール、RIZIN総合格闘技の観戦を好む。「酒の一滴血の一滴」を掲げビール（サッポロ黒ラベル）を愛飲している。座右の銘は「死ぬ事以外かすり傷」
MARI（まり）（2009-）
ドラムス担当。リーダー。X JAPANを尊敬している。2バスドラムを踏みまくり、バンドの中核を担う。RIOいわく「小さな巨人」。

### 旧メンバー
ERI（えり）（2009-2012）
ギター担当
CHIBA（ちば）（2009-2012）
ギター担当
NIBOSHI（にぼし）（2009-2012）
ベース担当

## 経歴
- 2009年12月、5人組のバンドとして結成。12月20日、1stシングル「Save the Queen」をリリース。
- 2011年6月8日、1stミニ・アルバム『0-ZERO』をリリース。11月28日2ndシングル「LAST GAME」をリリース。
- 2012年3月、DVD『My Last Game』をリリース。9月より現メンバーであるEYE、SAKI、RIO、MARIの4人編成でスタートする。リーダーはMARI。11月13日、川崎市「宮前重金属発掘計画第1号サポーターズバンド」として認定される。11月21日、2ndミニ・アルバム『SCARLET』をリリース。
- 2013年3月30日、アメリカ・テキサス州ヒューストンで行われた大規模フェス「ANIME MATSURI2013」メインアクトとして出演。約3000人の観客を前にパフォーマンスを披露した。4月10日DVD『SCARLET～2012 LIVE AT 0-WEST』をリリース。7月5日、3rdミニ・アルバム『AZURE』をリリース、オリコンインディーズ週間チャートに初登場17位を記録。ヘヴィメタル専門月刊誌『BURRN!』に、2013年最も期待するバンドとして紹介される。
- 2014年4月29日、日比谷野外大音楽堂で開催された「NAONのYAON 2014」にオープニングアクトとして出演。メジャー・デビューにあたりバンド名の読みを、「メアリーブラッド」から「メアリーズブラッド」に変更。同年8月20日、メジャー1stアルバム 『Countdown to Evolution』を日本コロムビアよりリリース。オリコンデイリー9位を記録。同年9月25日、マーティ・フリードマンの日本公演にてオープニングアクトを務める。
- 2015年8月23日、日比谷野外大音楽堂で開催された「NAONのYAON 2015 SUMMER」に出演。同年8月30日、 ドラゴンフォースの香港公演にてオープニングアクトを務める。同年10月7日、移籍したビクターエンタテインメントよりメジャー2ndアルバム『Bloody Palace』をリリース。
- 2016年4月13日、メジャー・デビュー後初となる、ライブDVD『LIVE at BLAZE ～Invasion of Queen Tour 2015-2016 Final』を発売。同年6月12日、日比谷野外大音楽堂で開催された「NAONのYAON 2016」に出演。同年10月26日、ビクターエンタテインメントよりメジャー3rdアルバム『FATE』をリリース。
- 同年4月1日、CLUB CITTA'で行われたSABER TIGER主催のイベントライブ『SABER TIGER presents「牙音 act.2」』に出演[3]。同年5月10日、2017年1月22日にLIQUIDROOMで行われた『Change the Fate TOUR 2016-2017』のファイナル公演の模様を収めたライブDVD&Blu-ray『LIVE at LIQUIDROOM ～Change the Fate Tour 2016-2017 Final～』を発売[4]。同年8月12日、目黒鹿鳴館で行われた摩天楼オペラの自主企画イベント『鋼鉄祭 2017 ～Legend of Steeler～』に出演[5]。
- 2018年4月18日、徳間ジャパンコミュニケーションズ移籍後初となるオリジナル・アルバム『Revenant』を発売。アルバムの音楽プロデューサーは岡野ハジメが担当[6]。
- 同年6月8日 - 6月24日、オリジナル・アルバム『Revenant』リリースに伴う東名阪ツアー『Make The New World Tour 2018』を名古屋・Electric Lady Landより開催[6][7]。
- 2019年6月12日、前作に続き音楽プロデューサーに岡野ハジメを迎えたオリジナル・アルバム『CONFESSiONS』を発売[8]。
- 同年6月12日 - 8月12日、オリジナル・アルバム『CONFESSiONS』発売に伴う全国ツアー『MY XXXXX CONFESSiONS TOUR』を開催[8]。
- 2020年8月26日、「ペガサス幻想」（聖闘士星矢）や「魂のルフラン」（新世紀エヴァンゲリオン劇場版 シト新生）、「Magia」（魔法少女まどか☆マギカ）などのアニソンをメタルアレンジでカバーしたアルバム『Re>Animator』を発売。「ペガサス幻想」にはMAKE-UPのボーカリストであるNoB、「魂のルフラン」にはリン・ホブデイがゲスト参加している[9][10]。
- 同年9月1日 - 9月14日、アニソンカバー・アルバム『Re>Animator』の発売を記念して、東京・新宿マルイアネックスにてポップアップストア『Mary’s Blood Exhibition 2020』を期間限定でオープン[11]。同年10月30日、アニソンカバー・アルバム『Re>Animator』発売記念配信ライブ『Re>Animator ～メタルとアニメの大気圏～』を開催[12]。
- 2021年8月28日、3ヵ月連続ライブ『鋼鉄伝説』の『中』公演を東京・目黒鹿鳴館で開催。KENTARO（DAIDA LAIDA / MAZIORA THE BAND）がゲスト出演[13]。同年9月23日、3ヵ月連続ライブ『鋼鉄伝説』の『下』公演を東京・目黒鹿鳴館にて開催。小野正利（GALNERYUS）がゲスト出演[14]。同年9月29日、6作目のオリジナルアルバム『Mary's Blood』を発売。アルバムのプロデューサーは久武頼正が担当[15]。同年10月23日、7月に行われる予定であった3ヵ月連続ライブ『鋼鉄伝説』の『上』公演の振替公演を東京・目黒鹿鳴館にて開催。ゲストとしてSHINGO☆（SEX MACHINEGUNS）が出演[16]。同年12月16日、メンバー間の話し合いにより、2022年4月9日に行われる豊洲PITでのワンマンライブをもって、バンドとしての活動を無期限の活動休止とすることを発表した[17]。
- 2022年3月23日、大阪では活動休止前最後の公演となるワンマンライブ『The Final Day in Osaka』を大阪・梅田シャングリラにて開催[18][19]。同年3月24日、名古屋では活動休止前最後の公演となるワンマンライブ『The Final Day in Nagoya』を名古屋・ell. FITS ALLにて開催[18][20]。同年4月6日、初のベスト・アルバム『Queen's Legacy』を発売。同ベスト・アルバム発売記念生配信を公式YouTubeチャンネルにて配信[21][22]。同年4月9日、豊洲PITで行われたワンマンライブ『Mary’s Blood The Final Day ～Countdown to Evolution～』をもって活動を休止。

## ディスコグラフィ

### シングル
| #   | 発売日         | タイトル       | 規格品番  | オリコン 最高位 | 備考 |
| --- | -------------- | -------------- | --------- | --------------- | ---- |
| 1st | 2009年12月20日 | Save the Queen |           |                 |      |
| 2nd | 2011年11月28日 | LAST GAME      | RJMB-0002 | 198位           |      |

### ミニ・アルバム
| #   | 発売日         | タイトル | 規格品番    | オリコン 最高位 | 備考 |
| --- | -------------- | -------- | ----------- | --------------- | ---- |
| 1st | 2011年6月8日   | 0 -ZERO- | RJMB-0001   |                 |      |
| 2nd | 2012年11月21日 | SCARLET  | DSMB-121121 |                 |      |
| 3rd | 2013年7月10日  | AZURE    | NSMB-0002   | 195位           |      |

### オリジナル・アルバム
| #   | 発売日         | タイトル               | 規格品番   | 規格品番   | オリコン 最高位 | 備考 |
| #   | 発売日         | タイトル               | 初回限定盤 | 通常盤     | オリコン 最高位 | 備考 |
| --- | -------------- | ---------------------- | ---------- | ---------- | --------------- | ---- |
| 1st | 2014年8月20日  | Countdown to Evolution | COZP-952/3 | COCP-38676 | 26位            |      |
| 2nd | 2015年10月7日  | Bloody Palace          | VIZL-880   | VICL-64416 | 25位            |      |
| 3rd | 2016年10月26日 | FATE                   | VIZL-1060  | VICL-64665 | 23位            |      |
| 4th | 2018年4月18日  | Revenant               | TKCA-74633 | TKCA-74634 | 21位            |      |
| 5th | 2019年6月12日  | CONFESSiONS            | TKCA-74796 | TKCA-74797 | 19位            |      |
| 6th | 2021年9月29日  | Mary's Blood           | TKCA-74965 | TKCA-74966 | 23位            |      |

### カバー・アルバム
| #   | 発売日        | タイトル    | 規格品番   | 規格品番   | オリコン 最高位 | 備考 |
| #   | 発売日        | タイトル    | 初回限定盤 | 通常盤     | オリコン 最高位 | 備考 |
| --- | ------------- | ----------- | ---------- | ---------- | --------------- | ---- |
| 1st | 2020年8月26日 | Re>Animator | TKCA-74894 | TKCA-74895 | 34位            |      |

### ベスト・アルバム
| #   | 発売日       | タイトル       | 規格品番   | 規格品番   | オリコン 最高位 | 備考 |
| #   | 発売日       | タイトル       | 初回限定盤 | 通常盤     | オリコン 最高位 | 備考 |
| --- | ------------ | -------------- | ---------- | ---------- | --------------- | ---- |
| 1st | 2022年4月6日 | Queen's Legacy | TKCA-75047 | TKCA-75048 | 37位            |      |

### 映像作品
| #   | 発売日         | タイトル                                                    | 規格品番   | 規格品番  | 備考                                           |
| #   | 発売日         | タイトル                                                    | DVD        | BD        | 備考                                           |
| --- | -------------- | ----------------------------------------------------------- | ---------- | --------- | ---------------------------------------------- |
| 1st | 2012年3月20日  | My Last Game                                                | RJMBV-0001 |           |                                                |
| 2nd | 2013年4月10日  | SCARLET ～2012 LIVE AT 0-WEST                               | NSMB-0001  |           |                                                |
| 3rd | 2016年4月13日  | LIVE at BLAZE ～Invasion of Queen Tour 2015-2016 Final      | VIBL-806   |           |                                                |
| 4th | 2017年5月10日  | LIVE at LIQUIDROOM ～Change the Fate Tour 2016-2017～       | VIBL-842   | VIXL-189  |                                                |
| 5th | 2018年5月23日  | LIVE at INTERCITY HALL ～Flag of the Queendom～             | TKBA-1249  | TKXA-1126 |                                                |
| 6th | 2018年10月24日 | LIVE at BLITZ ～Make The New World Tour 2018～              | TKBA-1255  | TKXA-1129 |                                                |
| 7th | 2022年7月30日  | The Final Day ～Countdown to Evolution～ 2022 at TOYOSU PIT | MBVD-0005  | MBBD-0005 | Mary's Blood公式オンライン・ショップ限定販売。 |

## 出演番組

### テレビ
- WOWOW PLUS MUSIC -深夜1時の音楽タイム- 「Mary's Blood 了解道中膝栗毛」（2018年11月 - 2019年1月、歌謡ポップスチャンネル）毎週木曜レギュラー

### ラジオ
- Music Spice+! （2017年4月 - 2019年9月、FM FUJI） - 毎週火曜、EYEのみレギュラー出演
- Music Spice!（2019年10月 - 2020年3月、FM FUJI） - 毎週水曜、EYEのみレギュラー出演

## 出版物
- 『アーティストオフィシャルブック Mary's Blood』（2017年3月22日、ヤマハミュージックメディア） ISBN 978-4-636-94265-1